# Élie Gesbert
Élie Gesbert (ur. 1 lipca 1995 w Saint-Brieuc) – francuski kolarz szosowy.

## Osiągnięcia
Opracowano na podstawie:

2012
- 1. miejsce w klasyfikacji górskiej Grand Prix Rüebliland

2013
- 1. miejsce na 3. etapie Wyścigu Pokoju Juniorów
- 2. miejsce w Tour du Valromey
- 2. miejsce w mistrzostwach Europy juniorów (start wspólny)
- 1. miejsce w Ronde des Vallées
- 1. miejsce w mistrzostwach Francji juniorów (jazda indywidualna na czas)
- 1. miejsce w mistrzostwach Francji juniorów (start wspólny)
- 2. miejsce w Chrono des Nations juniorów

2015
- 2. miejsce w Kreiz Breizh Elites
  - 1. miejsce w klasyfikacji młodzieżowej
- 1. miejsce na 6. etapie Tour de l’Avenir

2016
- 1. miejsce na 3. etapie Ronde de l’Isard

2017
- 1. miejsce na 6. etapie Tour de Bretagne
- 2. miejsce w Tour du Limousin
  - 1. miejsce w klasyfikacji młodzieżowej
  - 1. miejsce na 1. etapie
- 1. miejsce w klasyfikacji młodzieżowej Tour du Gévaudan Occitanie

2018
- 1. miejsce w klasyfikacji młodzieżowej Tour du Limousin

2019
- 1. miejsce w klasyfikacji młodzieżowej Tour of Oman

2021
- 1. miejsce na 5. etapie Volta ao Algarve

## Rankingi
| Rok             | 2015 | 2016 | 2017 | 2018  | 2019 | 2020  | 2021 | 2022 | 2023 | 2024  |
| --------------- | ---- | ---- | ---- | ----- | ---- | ----- | ---- | ---- | ---- | ----- |
| World Ranking   |      | 874. | 476. | 1627. | 247. | 1673. | 188. | 251. | 259. | 2677. |
| UCI Europe Tour | 345. | 560. | 273. | 1052. | 202. | 1242. | 160. | 204. | -    | -     |
|                 |      |      |      |       |      |       |      |      |      |       |
| Źródło: UCI     |      |      |      |       |      |       |      |      |      |       |